# Consorcio Sierra Nevada-Vega sur
El Consorcio Sierra Nevada - Vega Sur es una corporación de derecho público constituida por la Diputación de Granada y diecisiete municipios. Los Municipios que conforman el consorcio son los siguientes:
- Alhendín
- Armilla
- Cájar
- Cenes de la Vega
- Churriana de la Vega
- Cúllar Vega
- Dílar
- Escúzar
- Gójar
- Huétor Vega
- La Malahá
- La Zubia
- Las Gabias
- Ogíjares
- Pinos Genil
- Quéntar
- Villa de Otura

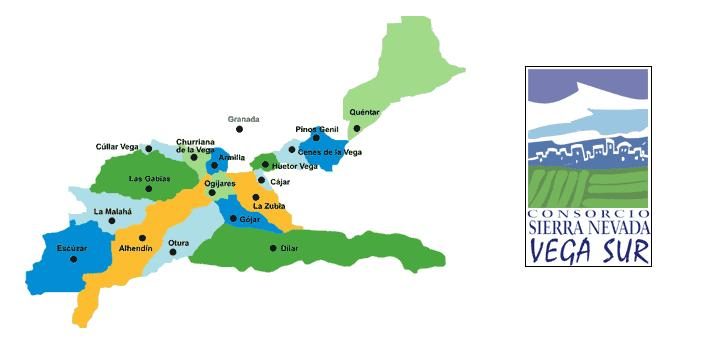
Mapa de los municipios del Consorcio y logo.

El consorcio tiene censados 128.055 habitantes' y ocupa una superficie de 415,11 kilómetros cuadrados (INE 2008).

## Proyectos
Desde la constitución del consorcio, se ha abordado todo tipo de proyectos, en interés de toda la población que compone su territorio de influencia. Los proyectos se clasifican en las siguientes categorías:
- Ciclo del agua
- Fomento de Energías Renovables
- Análisis del Entorno
- Iniciativas generadoras de riqueza
- Desarrollo de planes de formación y empleo

## Formación
Proyecto Acerca IV
El Consorcio Sierra Nevada - Vega Sur lleva a cabo en sus municipios tres acciones formativas en las siguientes especialidades:
- Auxiliar de enfermería geriátrica, en Las Gabias.
- Educador familiar y Cocina, en Armilla.
- Cocina, dietética y nutrición, en Cájar.

En estas acciones participan cuarenta y cinco desempleados, mujeres en su mayoría, que están atendidos por un equipo que consta de cinco monitores y dos orientadores.
La duración del proyecto es de siete meses.